# إيلي باربوليسكو
إيلي باربوليسكو (بالرومانية: Ilie Bărbulescu) هو لاعب كرة قدم روماني في مركز ظهير ‏، ولد في 24 يونيو 1957 في بيتيشت في رومانيا، وتوفي بنفس المكان في 1 فبراير 2020 بسبب نوبة قلبية. شارك مع منتخب رومانيا لكرة القدم. أما مع النوادي، فقد لعب مع نادي أولت سكورنيكشتي ونادي بترولول بلويشتي ونادي ستيوا بوخارست.

## وصلات خارجية
- إيلي باربوليسكو على موقع قاعدة بيانات كرة القدم.إي يو (الإنجليزية)
- إيلي باربوليسكو على موقع ناشيونال فوتبول تيمز (الإنجليزية)
- إيلي باربوليسكو على موقع عالم كرة القدم.نت (الإنجليزية)